# 高橋正雄 (英文学者)
高橋 正雄（たかはし まさお、1921年4月18日 - 2008年）は、日本のアメリカ文学者、中央大学名誉教授。

## 略歴
東京生まれ。東京帝国大学文学部英文科卒、中央大学法学部助教授、教授、1992年定年退任、名誉教授。

## 著書
- 『フォークナー テーマと研究』（研究社出版） 1960
- 『アメリカ文学の旅』（研究社） 1967
- 『悲劇の遍歴者 リチャード・ライトの生涯』（中央大学出版部） 1968
- 『アメリカ自然主義の形成』（冨山房、二十世紀アメリカ小説1） 1973
- 『「失われた世代」の作家たち』（冨山房、二十世紀アメリカ小説2） 1974
- 『政治の季節1930年代』（冨山房、二十世紀アメリカ小説3） 1976
- 『アメリカ戦後小説の諸相』（冨山房、二十世紀アメリカ小説4） 1979
- 『アメリカ南部の作家たち』（南雲堂） 1987

### 共編著
- 『ニュークリティシズム研究』（編、北星堂書店） 1963
- 『ヘンリー・ジェイムズ研究』（大津栄一郎, 吉川道夫, 桐谷幸治, 武市楯夫ほか共著、北星堂書店） 1966

## 翻訳
- 『ブラックボーイ』（リチャード・ライト、月曜書房） 1952
- 『愛と死の蔭に』（キャサリン・アン・ポーター、ダヴィッド社、ダヴィッド選書） 1954
- 『われらの時代に ミシガンの北で』（ヘミングウェイ、三笠書房、ヘミングウェイ全集2） 1956
- 『孤独のアリス』（ブース・ターキントン、三笠書房） 1957
- 『愛は死をみつめて』（ワーテンベイカー、大日本雄弁会講談社） 1958
- 『崩れゆく灰色の壁』（ヘンリエッテ・ローセンブルグ、講談社） 1958
- 『北京からの便り』（パール・バック、三笠書房） 1958
- 『サン・ペドロ号の遭難』（ジェームズ・カズンズ、荒地出版社、現代アメリカ文学全集19） 1959
- 『ジェイミーの冒険旅行』（ロバート・ルイス・テイラー、前川康男共訳、新潮社） 1963、のち偕成社文庫
- 『エレオノーラ、メロンタ・タウタ』（ポオ、東京創元新社、ポオ全集2） 1963、のち新版
- 『かわうそタルカ』（ウィリアムスン、あかね書房、少年少女世界動物文学全集） 1964
- 『夜の都会』（ジョン・レチー、講談社） 1965
- 『現代アメリカ作家論』（ロバート・ペン・ウォーレン、武市楯夫共訳、南雲堂） 1966
- 『アメリカの飢え』（リチャード・ライト、講談社） 1978
- 『幻の馬幻の騎手』（キャサリン・アン・ポーター、晶文社、文学のおくりもの） 1980

### ウィリアム・フォークナー
- 『響きと怒り　短篇集 紅葉 他4篇』（ウィリアム・フォークナー、三笠書房、三笠版現代世界文学全集17） 1954
  - 『響きと怒り ほか』（フォークナー、講談社、世界文学全集41） 1968
  - 『響きと怒り』（講談社文庫） 1979。改訂版（講談社文芸文庫） 1997
- 『エミリーへの薔薇 / 猟犬』（フォークナー、大橋吉之輔共訳、英宝社、英米名作ライブラリー） 1956
  - 『エミリーに薔薇を』（福武文庫） 1988。改訂版（中公文庫） 2022
- 『八月の光』（フォークナー、河出書房新社、世界文学全集45） 1961、新版 1976ほか
- 『自動車泥棒 一つの思い出』（フォークナー、講談社） 1963
- 『館』（フォークナー、冨山房、フォークナー全集22） 1967
- 『アブサロム、アブサロム！』（フォークナー、河出書房新社、カラー版世界文学全集50） 1970
  - 『アブサロム、アブサロム!』上・下（講談社文芸文庫）1998